# Planeta śmierci
Planeta śmierci (oryg. ang. Deathworld) – cykl fantastycznonaukowy autorstwa Harry'ego Harrisona. Początkowo liczył 3 tomy, zatytułowane Deathworld, Deathworld 2 i Deathworld 3, które zostały wydane, odpowiednio, w latach 1960, 1964 i 1968. Po latach, pod koniec lat 90., Harry Harrison wznowił poczytną serię, tworząc, wraz z rosyjskim pisarzem Antem Skalandisem kilka następnych części. Książki nosiły tytuły: Return to Deathworld, Deathworld vs. Filibusterers, The Creatures from Hell, Foes in Intelligence. Co ciekawe, nigdy nie zostały one opublikowane po angielsku.
Pierwsze polskie tłumaczenie Planety śmierci wydała Spółdzielnia Wydawnicza „Czytelnik” w 1982 r. w Serii "Z kosmonautą", w tłumaczeniu Wacława Niepokólczyckiego. Drugi tom, pod tytułem Planeta śmierci 2, opublikowało w 1990 r. wydawnictwo "Orbita", zaś Planetę śmierci 3, w roku 1991, "Phantom Press". Z sequeli w Polsce ukazały się pierwsze trzy, pod tytułami: Planeta śmierci 4, Planeta śmierci 5 i Planeta śmierci 6. Łącznie z wznowieniami pierwszych trzech części wydało je wydawnictwo "Amber".
Głównym bohaterem cyklu jest zawodowy hazardzista Jason dinAlt, który trafia na niegościnne planety, gdzie musi sobie radzić za pomocą sprytu i intelektu oraz – poznanych w pierwszej części – mieszkańców planety Pyrrus.

## Fabuła

### Część pierwsza
Jason dinAlt, zawodowy gracz, otrzymuje propozycję nie do odrzucenia. Musi wygrać olbrzymią sumę pieniędzy, aby sfinansować zakup broni dla mieszkańców planety Pyrrus. W zamian za to może dostać ułamek tego co wygra, ale i tak jest to więcej, niż byłby w stanie wygrać kiedykolwiek, dysponując własnymi funduszami. Planeta Pyrrus jest skrajnie niebezpieczna dla zamieszkujących ją ludzi. Dosłownie wszystko co tam żyje bezustannie atakuje mieszkańców, a zasobów broni i amunicji nie jest nigdy dość. Dochodzi do tego przyspieszenie grawitacyjne dwukrotnie większe od przyśpieszenia ziemskiego oraz duża aktywność tektoniczna. Zafascynowany historią ambasadora Pyrrusa, Kerka, oraz piękną pilotką Metą, decyduje się udać się na Pyrrusa i zobaczyć groźną planetę na własne oczy. Rzeczywistość przekracza jego wyobrażenia. Faktycznie, nikt nie może tam zrobić nawet kroku, by nie zostać zaatakowanym przez jakąś formę życia. Wszyscy mieszkańcy bezustannie szkolą się w unikaniu nowych zagrożeń, które rodzą się każdego dnia, muszą być także stale czujni i gotowi na walkę. Jason szkoli się razem z nimi i uczy się walczyć z dziką planetą. Jest gorszy od miejscowych, wprawianych od urodzenia do walki, ma jednak coś czego nie mają tubylcy – spojrzenie z zewnątrz, a także wrodzoną czułość na siłę psi. Sprawia to, że oprócz sterowania kośćmi do gry, może także wyczuwać emocje innych organizmów żywych. Dzięki temu zauważa coś, czego nie widzą miejscowi – dzikość planety nie jest wrodzona. Jest reakcją na obecność i agresję ludzi oraz na posiadane przez nich śmiercionośne narzędzia. Jak się okazuje, na planecie żyją także inni ludzie, traktowani przez miejskich Pyrrusan jak wyrzutki. Ludzie, którzy nie chronią się w bunkrach i chodzą bez uzbrojenia, a mimo to nie są atakowani i nic im nie grozi. Mimo oporu Pyrrusan Jason doprowadza do rozejmu i zaprzestania walki ludzi z planetą, na której mieszkają.